# Sondra variabilis
Sondra variabilis är en spindelart som beskrevs av Fred R. Wanless 1988. Sondra variabilis ingår i släktet Sondra och familjen hoppspindlar. Inga underarter finns listade i Catalogue of Life.